# バール川
バール川（ヴァール川、バールがわ、英語: Vaal River）は、南アフリカ共和国を流れる川で、南部アフリカを流れるオレンジ川の最大の支流である。

## 地理
ヨハネスブルグ東方のムプマランガ州ドラケンスバーグ山脈に源を発し南西に流れ、北ケープ州の州都キンバリーの南西でオレンジ川に合流する。全長は約1,120km。川を境に北側はムプマランガ州、ハウテン州、北西州となり、南側はフリーステイト州となっている。
ヨハネスブルグ市都市圏および大部分のフリーステイト州において、各種産業のためにバール川から水が引かれている。バール川は、主要な灌漑用水の取水元であるVaal-Hartz計画の一つでもある。バール川からもたらされる水は、ハウテン州で1,200万人に供給されている。

## 歴史
「バール」という名前は、オランダ語の「薄い色（Tky-Gariep）」に由来する。洪水期に多量の沈泥が運ばれてくることにより、バール川の水が灰色に染まることからである。
バール川はかつて存在したトランスヴァール共和国とオレンジ自由国の境界でもあった。この「トランスヴァール」という地名も、「バール川の向こう側」に由来する。同じようなことは、ケープ植民地とヨーロッパ人の居留地であったナタールとの間でも見られ、ヨーロッパ人たちはバール川を境にして南側に居留していた。